# جامعة فريزر فالي
جامعة فريزر فالي هي جامعة عامة في كندا تأسست عام 1974. تقع في مدن أبوتسفورد، تشيليواك، ميشن.

## إحصائيات
يبلغ عدد طلاب الجامعة 15,176 طالب.

## وصلات خارجية
- الموقع الرسمي